# Eburodacrys obscura
Eburodacrys obscura es una especie de escarabajo longicornio del género Eburodacrys, tribu Eburiini, subfamilia Cerambycinae. Fue descrita científicamente por Martins en 1973.

## Descripción
Mide 8,8-16,6 milímetros de longitud.

## Distribución
Se distribuye por Brasil.